# 勒努瓦大道

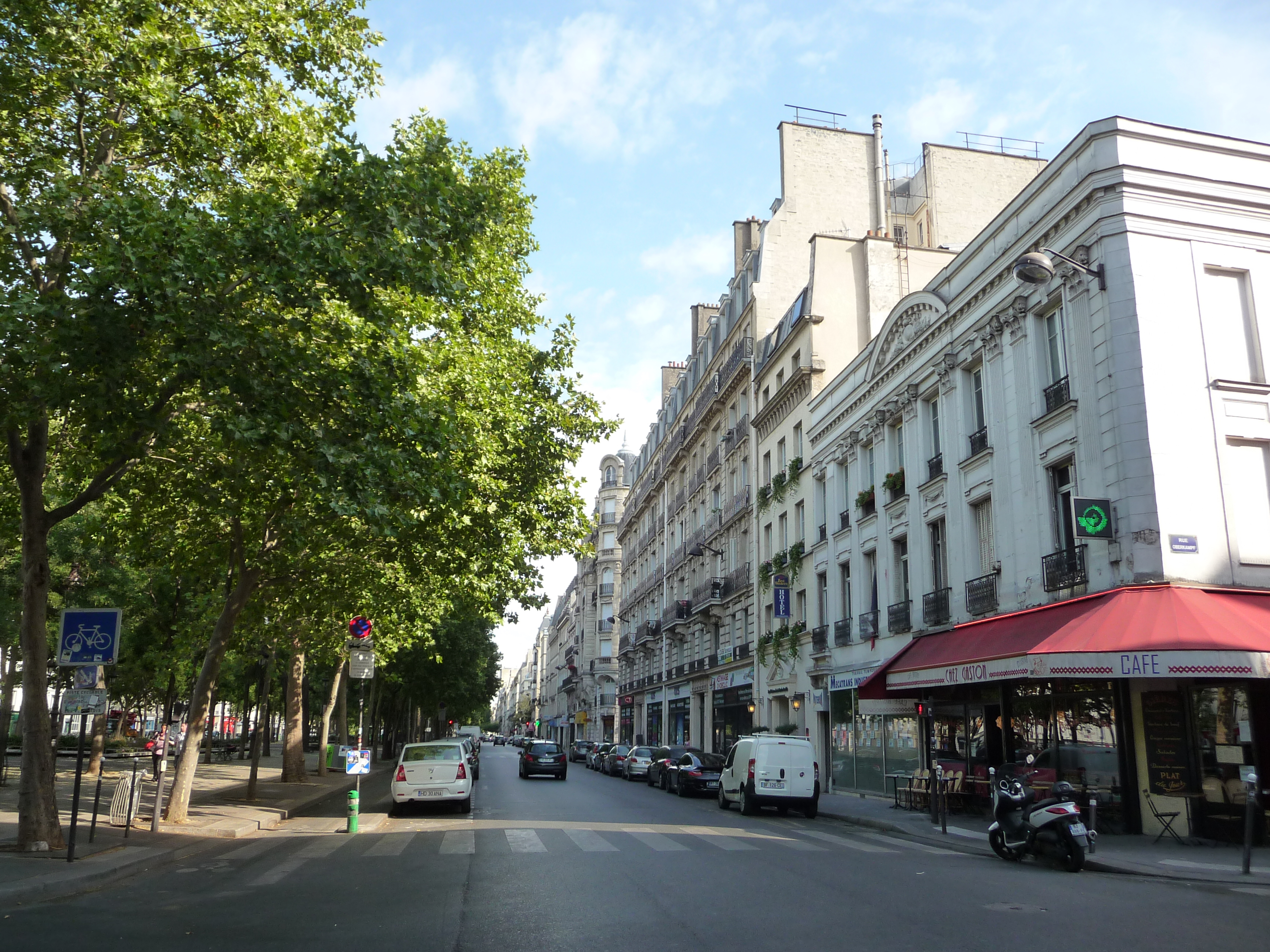
路景

勒努瓦大道（Boulevard Richard-Lenoir），南起巴士底广场，北到共和国大街，是法兰西第二帝国时期奥斯曼男爵兴建的一条宽阔的林荫大道。
该路得名于18世纪和19世纪的棉纺业主弗朗索瓦·里夏尔-勒努瓦。此处设有巴黎最大的双周蔬果市场之一和每周一次的艺术市场。 